# Bouche d'or
Pour plus de détails, voir Fiche technique et Distribution.
Bouche d'or (Boca de Ouro) est un film brésilien réalisé par Nelson Pereira dos Santos, sorti en 1963. C'est l'adaptation d'une pièce de théâtre de Nelson Rodrigues.

## Synopsis
À la mort du gangster Boca de Ouro, un journaliste interroge son ancienne maîtresse, Guigui. Celle-ci fait plusieurs portrait de son ancien amant.

## Fiche technique
- Titre original : Boca de Ouro
- Titre français : Bouche d'or
- Réalisation : Nelson Pereira dos Santos
- Scénario : Nelson Pereira dos Santos d'après Nelson Rodrigues
- Pays d'origine : Brésil
- Format : Noir et blanc - 35 mm - 1,85:1 - Mono
- Genre : drame
- Durée : 103 minutes
- Date de sortie : 1963

## Distribution
- Jece Valadão : Boca de Ouro
- Odete Lara : Dona Guigui
- Daniel Filho : Leleco
- Maria Lúcia Monteiro : Celeste
- Ivan Cândido : Caveirinha
- Georgia Quental : Lucia
- Wilson Grey : dentiste